# Hanníbal el Rodi
Hanníbal (en púnic: 𐤇𐤍𐤁𐤏𐤋, ḥnbʿl; grec antic: Ἀννίβας, Annibas, llatí: Hannibal), dit el Rodi, va ser un general cartaginès que es va destacar l'any 250 aC en el setge romà de Lilibèon, durant la Primera Guerra Púnica.
Amb la seva habilitat i atreviment, va participar en diversos combats i va aconseguir sortir amb una sola nau per comunicar amb Cartago, eludint la vigilància romana. Finalment, va caure presoner dels romans, que van utilitzar de model la seva galera, molt ràpida, per construir una sèrie de galeres iguals, segons que diuen Polibi i Joan Zonaràs.
Cal no confondre'l amb Hanníbal, fill d'Hanníbal Giscó, ni amb Hanníbal, l'amic d'Adhèrbal, tots dos també comandants durant el setge de Lilibèon.